# Cecilia Bartoli

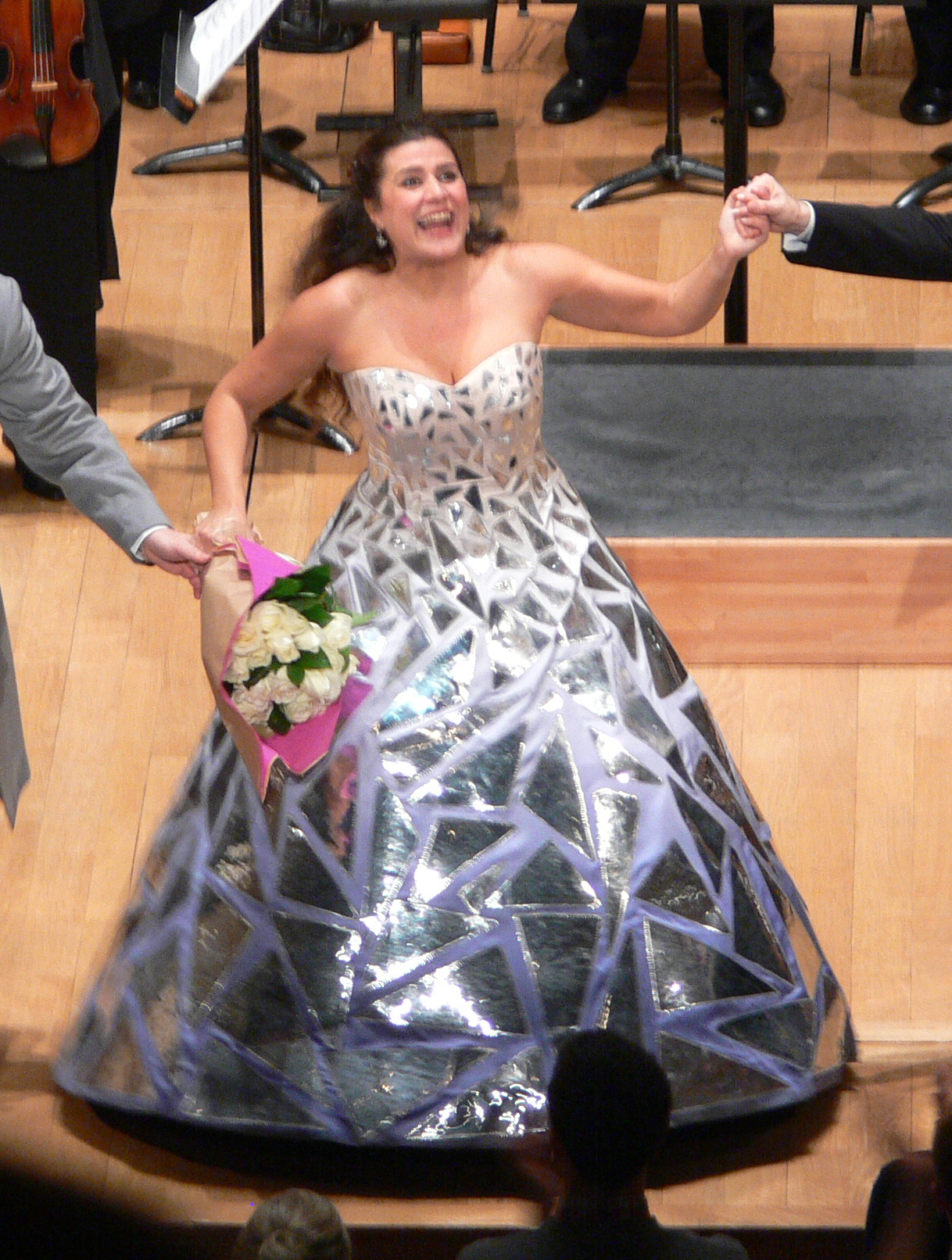
Cecilia Bartoli a París, 2008

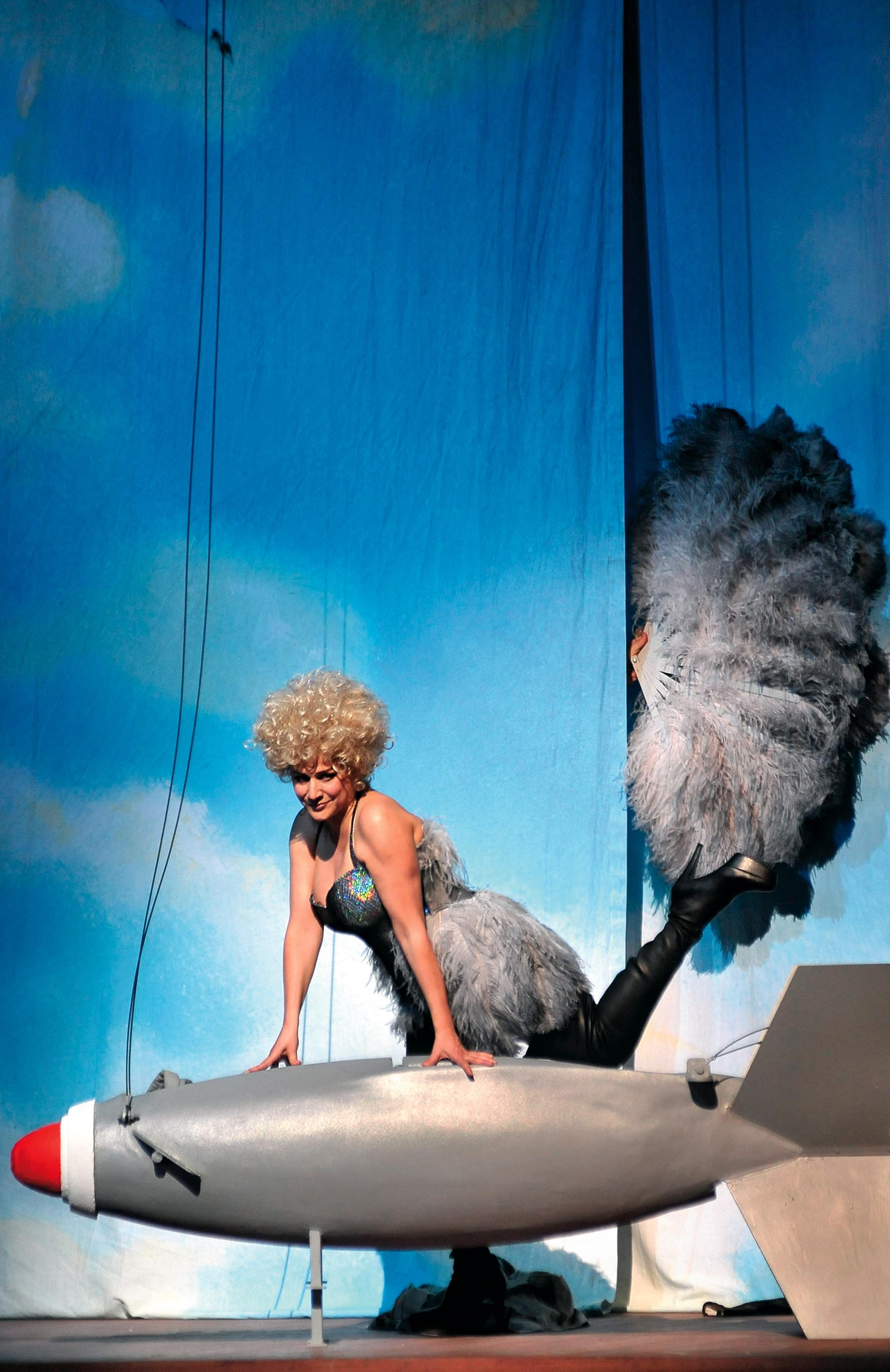
Cecilia Bartoli com a Cleòpatra en el Festival de Salzburg, 2012

Cecilia Bartoli (Roma, 4 de juny de 1966) és una mezzosoprano italiana, filla de Silvana Bazzoni i Pietro Angelo Bartoli, que també van ser cantants d'òpera. És especialment coneguda per les seves interpretacions d'òperes del barroc i del classicisme, d'autors com Vivaldi, Händel, Mozart, Rossini i Bellini.

## Biografia
Nascuda a Roma, comença estudiant amb la seva mare, Silvana Bazzoni. Es donà a conèixer el 1985 en un programa de televisió a Itàlia i Riccardo Muti la crida per anar a La Scala, poc després de complir 20 anys. Treballant amb directors com Daniel Barenboim i Nikolaus Harnoncourt, Bartoli se centrà en papers mozartians i, a partir d'aquell moment, la seva carrera es desenvolupà a nivell internacional. El 1988, enregistrà Il barbiere di Siviglia de Rossini en el paper de Rosina, paper que interpretaria al Liceu el 1991 al costat de sa mare. El 1995, guanyà un premi Grammy al millor àlbum vocal pel seu disc Italian Songs. El 1996, debutà al Metropolitan Opera House amb el paper de Despina en el Così fan tutte. En els darrers anys, ha abandonat pràcticament els escenaris d'òpera i s'ha dedicat a donar recitals i sobretot s'ha interessat a recuperar peces operístiques poc conegudes, amb les quals ha enregistrat recopilacions d'àries de Vivaldi, Haydn, Gluck, Salieri i d'altres.
Se la considera una soprano lírica dramàtica amb coloratura, possiblement amb una veu menys àmplia que altres mezzosopranos, però amb un timbre molt personal, amb el qual aconsegueix un gran efecte vocal i dramàtic. És una de les cantants d'òpera més populars (i que més discs ha venut) dels últims anys. Bartoli és molt admirada pel públic que freqüenta els concerts pel seu caràcter vivaç i animat sobre l'escenari, mentre que la seva veu lírica i la seva incursió en altres melodies de l'època barroca, que sovint canta a una velocitat excepcional, li han atorgat un considerable reconeixement, fins i tot entre el públic que no freqüenta l'òpera.

## Discografia seleccionada
- Live in Italy - Cecilia Bartoli (Recital) – Intèrprets: Cecilia Bartoli, Jean-Yves Thibaudet (Decca, setembre 2000).
- The Vivaldi Album. Selecció d'àries de Vivaldi – Intèrprets: Cecilia Bartoli. Direcció: Giovanni Antonini (Decca, març 2000).
- Armida de F. J. Haydn – Intèrprets: Cecilia Bartoli, Christoph Prégardien, Patricia Petibon. Direcció: Nikolaus Harnoncourt (Teldec, novembre 2001).
- Gluck Italian Arias. Selecció d'àries de Christoph Willibald Gluck – Intèrprets: Cecilia Bartoli. Direcció: Bernhard Forck (Decca, octubre 2001).
- Opera Proibita. Sselecció d'àries de Georg Friedrich Händel, Alessandro Scarlatti i Antonio Caldara – Intèrprets: Cecilia Bartoli, Les Musiciens du Louvre. Direcció: Marc Minkovski (Decca, octubre 2005).
- Maria. Recopilació de les obres amb les que es consagrà Maria Malibran – Intèrprets: Cecilia Bartoli, Orquestra La Scintilla. Direcció: Adam Fischer (Decca, setembre 2007).
- Sospiri (2010).
- Mission. Amb Philippe Jaroussky. Recopilació de les obres d'Agostino Steffani (2012).